# Pilea valenzuelae
Pilea valenzuelae är en nässelväxtart som beskrevs av Ignatz Urban. Pilea valenzuelae ingår i släktet pileor, och familjen nässelväxter. Inga underarter finns listade i Catalogue of Life.